# (5524) Lecacheux
(5524) Lecacheux est un astéroïde de la ceinture principale.

## Description
(5524) Lecacheux est un astéroïde de la ceinture principale, découvert par Henry E. Holt le 15 septembre 1991 à l'observatoire Palomar. Il présente une orbite caractérisée par un demi-grand axe de 2,37 UA, une excentricité de 0,03 et une inclinaison de 7,5° par rapport à l'écliptique.

## Compléments